# ポリグルタミン結合タンパク質-1
ポリグルタミン結合タンパク質-1（ポリグルタミンけつごうタンパクしつ、英: Polyglutamine-binding protein 1、略称 PQBP1あるいはPQBP-1）は、ヒトではPQBP1遺伝子によってコードされるタンパク質である。なお、人工的な合成ペプチドであるQBP1（polyglutamine binding peptide 1）とは全く関係はない。
PQBP1は、yeast two-hybrid法によって脳組織由来のcDNAライブラリをポリグルタミン配列をbaitに用いてスクリーニングすることにより、ポリグルタミン配列に結合するタンパク質として発見された。PQBP1のmRNAおよびタンパク質は広範な細胞・組織で発現しており、細胞においては核優位に発現するが細胞質にも存在している。組織においては、外胚葉、中胚葉などで発現する。マウスなど哺乳類の脳発生過程においては、脳室帯およびsubventricular zone（脳室下帯）に高い発現を認める。PQBP1は進化の過程で高度に保存されており、霊長類、哺乳類から、シロイヌナズナなどの植物、線虫などの下等動物まで、種を超えて存在している。

## 分子機能
PQBP1は、WWドメインとC末端ドメインを含んでおり、その中間にはリピート配列を有する[提供：OMIM]。C末端ドメインは天然変性タンパク質の性質を持っており、固定された構造を取らないが、その中の特定な配列を使って、U5スプライシング複合体の構成要素であるU5-15kDと結合する。また、U2スプライシング複合体の構成要素との関連を示す報告もある。C末端ドメインは天然変性タンパク質として働くため、物理化学的な性質として液液相分離を起こし、細胞核内部で核マトリックスにnuclear bodyを形成するが、ポリグルタミン病の１つである脊髄小脳失調症1型の原因タンパク質Ataxin-1と相互作用して、nuclear bodyのサイズや形状が変化することが知られている。WWドメインは、RNAポリメラーゼIIのC末端領域のリピート配列にリン酸化依存的に結合する。これらのことから、PQBP1はpre-mRNA転写直後のスプライシングとのカップリング時に働くと考えられ、pre-mRNAスプライシングと転写において機能していることがわかっている。
PQBP1の細胞質局在に関連した分子機能も報告されている。PQBP1はストレス顆粒に存在し、細胞質におけるmRNAの貯蔵分解に関与し、脆弱X症候群の原因タンパク質であるFMRPとも共同的に機能することが示唆されている。また、PQBP1は、非リン酸化型の翻訳伸長因子Eukaryotic elongation factor 2（eEF2）と結合して、eEF2のThr56リン酸化による翻訳伸長機能の低下を抑制する。

## 生物学的機能
上述のように、PQBP1は転写段階あるいは転写後段階で種々のmRNAおよびタンパク質の発現制御を行っている。したがって、PQBP1は、発現制御の対象となる遺伝子群・タンパク質群に基づく生物学的機能を担っている。PQBP1は、細胞周期タンパク質、特にanaphase promoting complex（APC）タンパク質の発現量制御を介して、神経幹細胞の細胞周期に関わっている。また、シナプス関連タンパク質、神経突起関連タンパク質の発現量制御を介して、シナプス形成および神経突起伸長に関わっている。また、翻訳制御の標的機能として、mGluR依存的なLTDが示唆されている。
自然免疫を担うマクロファージやミクログリアでは、PQBP1は細胞質に多く存在している。PQBP1はエイズウイルス（HIV-1）のcDNAに対する細胞内受容体として働き、cGAS-STING系の細胞内シグナルを通じてIFN1などを誘導して自然免疫を活性化する。脳のミクログリアでは、同様にタウタンパク質に対する細胞内受容体として働き、cGAS-STING系の細胞内シグナルを通じてIFN1などを誘導して自然免疫を活性化する。

## 臨床的意義
このタンパク質をコードするPQBP1遺伝子の変異は、X連鎖劣性遺伝形式のレンペニング症候群、Golabi-Ito-Hall症候群、Hamel症候群、プロテウス症候群、Sutherland-Haan症候群などの複数症候群を含む、症候性知的障害（syndromic intellectual disability）あるいは非症候性知的障害（non-syndromic intellectual disability）を引き起こすことが知られている。症候性知的障害の患者は、小頭症、低身長、知的発達障害などの共通の症状が見られるが、身体的特徴を伴わない非症候性知的障害の原因ともなりうる。小頭症、骨格の低形成、顔面などの小奇形以外に、腸などの全身臓器の異常の報告はない。これまでに同定されている変異は11種類で、最も頻度の高いものはフレームシフト変異である。
また、アルツハイマー病、タウオパチーなどの変性疾患、あるいはHIVに対する免疫反応など、後天的な病態機能への関与が、モデル動物およびヒト患者死後脳の解析結果などから指摘されている。

## モデル動物
これまでにマウスモデル、ショウジョウバエモデル、線虫モデルが報告されている。マウスでは、トランスジェニックマウス、ノックダウンマウス、コンディショナルノックアウトマウスが作成・報告されている。
トランスジェニックマウスでは、F0マウス2匹のうち1匹において、遅発性の運動ニューロン障害が認められた。他方のF0マウスおよびその子孫では、世代間の遺伝子伝達効率は低下していたものの、生まれたF1マウスには異常がなかった。また、二本鎖RNAを発現して内在性にsiRNAを産生させるpDECAPシステムをトランスジェニックマウスとして用いたノックダウンマウスでは、不安関連の記憶障害が見られたが、脳および腸などの全身臓器に異常はなかった。一方、マウス胚一次神経細胞でこの遺伝子をノックダウンしたモデルでは、スプライシング効率の低下が明らかになり、その結果、原腸陥入や神経管形成のパターンに異常が見られた。
さらに、Cre-LoxPシステムにおいて、Nestin-Cre、Synapsin1-Creを用いたコンディショナルノックアウトマウスが作成・報告されている。Nestin-Creによって胎児期脳室下帯の神経幹細胞からPQBP1を欠損させると小頭症が再現され、これに対してAAV-PQBP1による胎児遺伝子治療を行うと小頭症が改善し、出生後の記憶機能障害も改善した。Synapsin1-Creによる成熟ニューロンからのPQBP1欠損では、小頭症は起こらないものの、シナプス異常や記憶機能障害が見られた。
ショウジョウバエモデルでは、トランスジェニック過剰発現モデルとpiggy Bac transposonのdPQBP1遺伝子の5'上流域への挿入による発現低下モデルが報告されている。過剰発現モデルでは長期記憶障害と性行動異常が観察され、一方、発現低下モデルでは独特の学習障害が認められた。
線虫には、2種類のPQBP1ホモログが存在するが、それらの変異体を持つ線虫モデルでは脂質異常が示唆されている。
これらのモデル動物の実験結果から、PQBP1を適切に機能させるためには、タンパク質の発現量が一定の範囲内であることが必要であると考えられている。特に、ショウジョウバエにおける種々のモデルの結果から、PQBP1の全身的過剰発現は寿命等に影響する可能性が示唆されるものの、脳神経系に限定した過剰発現では寿命に問題はなく、神経機能も正常に維持できると考えられる。

## 相互作用
PQBP1は、以下と相互作用することが示されている。
- POLR2A（英語版）[21]
- POU3F2（英語版）[7]
- TXNL4A（英語版）[18]
- WBP11（英語版）[18][42]

## 推薦文献
- Fox P, Fox D, Gerrard JW (1981). “X-linked mental retardation: Renpenning revisited”. American Journal of Medical Genetics 7 (4):  491–5. doi:10.1002/ajmg.1320070409. PMID 7211958.
- Stevenson RE, Arena JF, Ouzts E, Gibson A, Shokeir MH, Vnencak-Jones C, Lubs HA, May M, Schwartz CE (May 1998). “Renpenning syndrome maps to Xp11”. American Journal of Human Genetics 62 (5):  1092–101. doi:10.1086/301835. PMC 1377092. PMID 9545405.
- Deqaqi SC, N'Guessan M, Forner J, Sbiti A, Beldjord C, Chelly J, Sefiani A, Des Portes V (1998). “A gene for non-specific X-linked mental retardation (MRX55) is located in Xp11”. Annales de Génétique 41 (1):  11–6. PMID 9599645.
- Komuro A, Saeki M, Kato S (May 1999). “Npw38, a novel nuclear protein possessing a WW domain capable of activating basal transcription”. Nucleic Acids Research 27 (9):  1957–65. doi:10.1093/nar/27.9.1957. PMC 148407. PMID 10198427.
- Waragai M, Lammers CH, Takeuchi S, Imafuku I, Udagawa Y, Kanazawa I, Kawabata M, Mouradian MM, Okazawa H (June 1999). “PQBP-1, a novel polyglutamine tract-binding protein, inhibits transcription activation by Brn-2 and affects cell survival”. Human Molecular Genetics 8 (6):  977–87. doi:10.1093/hmg/8.6.977. PMID 10332029.
- Komuro A, Saeki M, Kato S (December 1999). “Association of two nuclear proteins, Npw38 and NpwBP, via the interaction between the WW domain and a novel proline-rich motif containing glycine and arginine”. The Journal of Biological Chemistry 274 (51):  36513–9. doi:10.1074/jbc.274.51.36513. PMID 10593949.
- Waragai M, Junn E, Kajikawa M, Takeuchi S, Kanazawa I, Shibata M, Mouradian MM, Okazawa H (July 2000). “PQBP-1/Npw38, a nuclear protein binding to the polyglutamine tract, interacts with U5-15kD/dim1p via the carboxyl-terminal domain”. Biochemical and Biophysical Research Communications 273 (2):  592–5. doi:10.1006/bbrc.2000.2992. PMID 10873650.
- Zhang Y, Lindblom T, Chang A, Sudol M, Sluder AE, Golemis EA (October 2000). “Evidence that dim1 associates with proteins involved in pre-mRNA splicing, and delineation of residues essential for dim1 interactions with hnRNP F and Npw38/PQBP-1”. Gene 257 (1):  33–43. doi:10.1016/S0378-1119(00)00372-3. PMID 11054566.
- Iwamoto K, Huang Y, Ueda S (December 2000). “Genomic organization and alternative transcripts of the human PQBP-1 gene”. Gene 259 (1–2):  69–73. doi:10.1016/S0378-1119(00)00437-6. PMID 11163963.
- Okazawa H, Rich T, Chang A, Lin X, Waragai M, Kajikawa M, Enokido Y, Komuro A, Kato S, Shibata M, Hatanaka H, Mouradian MM, Sudol M, Kanazawa I (May 2002). “Interaction between mutant ataxin-1 and PQBP-1 affects transcription and cell death”. Neuron 34 (5):  701–13. doi:10.1016/S0896-6273(02)00697-9. PMID 12062018.
- Kalscheuer VM, Freude K, Musante L, Jensen LR, Yntema HG, Gécz J, Sefiani A, Hoffmann K, Moser B, Haas S, Gurok U, Haesler S, Aranda B, Nshedjan A, Tzschach A, Hartmann N, Roloff TC, Shoichet S, Hagens O, Tao J, Van Bokhoven H, Turner G, Chelly J, Moraine C, Fryns JP, Nuber U, Hoeltzenbein M, Scharff C, Scherthan H, Lenzner S, Hamel BC, Schweiger S, Ropers HH (December 2003). “Mutations in the polyglutamine binding protein 1 gene cause X-linked mental retardation”. Nature Genetics 35 (4):  313–5. doi:10.1038/ng1264. hdl:11858/00-001M-0000-0010-8953-D. PMID 14634649.
- Brandenberger R, Wei H, Zhang S, Lei S, Murage J, Fisk GJ, Li Y, Xu C, Fang R, Guegler K, Rao MS, Mandalam R, Lebkowski J, Stanton LW (June 2004). “Transcriptome characterization elucidates signaling networks that control human ES cell growth and differentiation”. Nature Biotechnology 22 (6):  707–16. doi:10.1038/nbt971. PMID 15146197.
- Kleefstra T, Franken CE, Arens YH, Ramakers GJ, Yntema HG, Sistermans EA, Hulsmans CF, Nillesen WN, van Bokhoven H, de Vries BB, Hamel BC (October 2004). “Genotype-phenotype studies in three families with mutations in the polyglutamine-binding protein 1 gene (PQBP1)”. Clinical Genetics 66 (4):  318–26. doi:10.1111/j.1399-0004.2004.00308.x. PMID 15355434.
- Andersen JS, Lam YW, Leung AK, Ong SE, Lyon CE, Lamond AI, Mann M (January 2005). “Nucleolar proteome dynamics”. Nature 433 (7021):  77–83. doi:10.1038/nature03207. PMID 15635413.
- Stevenson RE, Bennett CW, Abidi F, Kleefstra T, Porteous M, Simensen RJ, Lubs HA, Hamel BC, Schwartz CE (May 2005). “Renpenning syndrome comes into focus”. American Journal of Medical Genetics Part A 134 (4):  415–21. doi:10.1002/ajmg.a.30664. PMID 15782410.
- Marubuchi S, Wada Y, Okuda T, Hara Y, Qi ML, Hoshino M, Nakagawa M, Kanazawa I, Okazawa H (November 2005). “Polyglutamine tract-binding protein-1 dysfunction induces cell death of neurons through mitochondrial stress”. Journal of Neurochemistry 95 (3):  858–70. doi:10.1111/j.1471-4159.2005.03405.x. PMID 16104847.